# Contretype
Contretype, Centre pour l’image et la photographie contemporaine a été créée en 1978 par le photographe Jean-Louis Godefroid afin de diffuser la photographie d’auteur en fédération Wallonie-Bruxelles et à l'étranger.

## Histoire
Jean-Louis Godefroid dirige l'association jusqu’à sa mort en 2013, suivi par Alain Jottard, historien. En 2022, Olivier Grasser, historien de l'art et commissaire d'exposition prend la relève.
L'association expose d'abord chez son fondateur, rue d'Espagne à Saint-Gilles (Bruxelles). En 1988, Contretype s’installe dans l’Hôtel Hannon. Depuis 2004, Contretype est installé à la Cité Fontainas.
Pendant un temps limité, Contretype à ouvert une deuxième galerie qui se nommait « Contretype 2 » à « La Raffinerie ».

## Concept
Contretype s'est donné comme mission de soutenir et promouvoir la photographie d'auteur en Fédération Wallonie-Bruxelle au travers d'expositions, de publications, de missions photographiques et résidences d'artistes.
Depuis 1978, Contretype a proposé plus de 200 expositions individuelles et collectives. Parmi les artistes exposés, on trouve aussi bien des précurseurs comme Édouard Hannon, de jeunes artistes, ou des artistes renommés comme Robert Mapplethorpe, Robert Rauschenberg, Bernard Plossu, Alain Paiement, Elina Brotherus, JH Engström.
Certains de ces artistes comme  Robert Mapplethorpe qui a fait l'objet d'une rétrospective en 1980 ont été exposés avant d'être reconnu.
Contretype co-édite de nombreux livres sur les artistes exposés en association avec plusieurs maisons d'éditions. Il a édité aussi un bulletin bimestriel Contretype de 2001 à 2012.

## Missions photographiques et résidences d'artistes
C'est d'abord en réponse au désir des artistes de photographier Bruxelles que Contretype organise la première des missions photographiques en 1991 à laquelle ont participé plusieurs photographes belges (Gilbert Fatenaekens, Christian Meynen, Jacques Vilet, Daniel Desmedt et Marc Deneyer) et a fait l'objet d'une publication.
Dès la seconde mission, en 1997, des artistes étrangers seront invités à apporter leurs regards sur la ville de Bruxelles. Contretype met alors sur pied un programme de résidences d’artistes pour accueillir les photographes. Ils sont invités à vivre quelques semaines à Bruxelles dans l'Hôtel Hannon et à photographier la ville. Ce projet permet aux artistes de mener une réflexion sur leur propre travail et d’élaborer un projet photographique dans le contexte particulier de la ville de Bruxelles.
Contretype s'engage à exposer une partie de leur travail, les artistes s'engagent à donner au moins une de leurs œuvres,.
Chaque année, depuis cette époque, a lieu au moins une résidence d'artiste. Y ont participé de nombreux photographes, parmi lesquelles  Alain Paiement (Qc), Bernard Plossu (F), Elina Brotherus (Fi), JH Engström(S).

## Collections
Sur base essentiellement des résidences d'artistes et des dons des photographes exposés, Contretype a constitué une collection d’œuvres photographiques comprenant à l’heure actuelle près de 250 œuvres. Plusieurs expositions ont été consacrées à cette collection.
- 2006 : À l’image de rien, à l'occasion des 25 ans de Contretype.
- 2014 : Bruxelles à l’infini, photographe en résidences, organisé par Contretype, à la Centrale. Cette exposition à donné un livre de Danielle Leenaerts et Emmanuel d'Autreppe, Bruxelles à l’infini, photographes en résidences, Bruxelles, Co-édition CFC / Contretype / ARP2, 2014 (ISBN 978-2-87572-008-5)
- 2023 : Collection Contretype, Dissonances Visuelles[11]